# 王常松
王常松（1962年7月—），男，安徽无为人，中华人民共和国政治人物。北京大学法律系毕业，研究生学历，法学硕士学位。现任天津市政协主席。

## 生平
1985年9月加入中国共产党。1986年毕业于北京大学法律系法学理论专业。1986年8月分配到国家审计署法制司工作，历任科员、副主任科员、主任科员、副处长、处长、司长助理、副司长(其中，1987年8月至1988年9月，河南省审计厅挂职锻炼；1997年8月至1998年10月，挂职任广西壮族自治区扶绥县人民政府副县长)。2002年4月至2010年11月，历任国家审计署法规司司长、驻昆明特派员和党组书记、经贸审计司司长、企业审计司司长。
2010年11月外调吉林省工作，历任中共松原市委副书记(正厅级)，松原市人民政府代市长、市长，中共松原市委书记。2013年1月31日，当选吉林省高级人民法院院长。2013年，被选为第十二届全国人民代表大会吉林地区代表。
2016年6月，任中共黑龙江省委常委、省纪委书记。2018年1月，当选新组建的黑龙江省监察委员会主任。2018年2月24日，当选为第十三届全国人大代表。
2020年3月，调任中共江苏省委常委、省纪委书记。
2023年1月14日，当选天津市政协主席。